# Svarttjärnarna (Malå socken, Lappland)
Svarttjärnarna är en sjö i Malå kommun i Lappland och ingår i Skellefteälvens huvudavrinningsområde.